# Fernheim
Fernheim ist eine von Mennoniten gegründete Kolonie im Chaco von Paraguay. Sie wurde zwischen 1930 und 1932 von deutschstämmigen plautdietsch sprechenden Russlandmennoniten gegründet, die aus der damaligen Sowjetunion geflohen waren. Zentrum der Kolonie ist die Kleinstadt Filadelfia (Philadelphia), die gleichzeitig auch die Hauptstadt des Departamento Boquerón ist. Hier leben etwa 5000 deutschstämmige Mennoniten.
Einige Russlandmennoniten konnten einen erfolgreichen Antrag auf Ausreise aus der Sowjetunion nach Deutschland stellen, wo sie auch aufgrund ihrer Deutschstämmigkeit aufgenommen wurden. Dennoch wollten sie dort bspw. aus Gründen des Pazifismus nicht bleiben (siehe Prinzipien der Mennoniten) und siedelten ein Jahr später nach Paraguay über. Dort gab es schon bestehende Siedlungen, wie etwa die Dörfer Blumengart, Schönbach oder Simons, die von deutschen Mennoniten aus Kanada gegründet wurden. Die Russlandmennoniten siedelten sich in deren Nähe an und somit entstand die Kolonie Fernheim (oder auch Fernland).
Die Einwanderung fand unter denkbar schwierigen Umständen statt. Das Einwanderungsgebiet, das die paraguayische Regierung zur Verfügung gestellt hatte, war noch unerschlossen und der Zugang äußerst mühsam. Zunächst musste mit einem Flussdampfer der Río Paraguay bis Puerto Casado stromaufwärts gefahren werden, von wo aus eine Schmalspurbahn der Casado-Gesellschaft etwa 150 km nach Westen in den Chaco-Busch hinein führte. Von dort war es noch eine mehrere Tage andauernde Fahrt mit dem Ochsenkarren in das Siedlungsgebiet. Erst 1956 wurde mit dem Bau der Trans-Chaco-Route von Asunción nach Filadelfia begonnen.
Wirtschaftliche Grundlagen der Kolonie Fernheim bilden die Landwirtschaft und die Weiterverarbeitung ihrer landwirtschaftlichen Produkte. Das sind hauptsächlich Baumwolle, Erdnüsse, Rindfleisch, Milch und Milchprodukte.
Nach der Kolonie Menno war Fernheim die zweite von Mennoniten gegründete Kolonie in Paraguay. Die historischen und kulturellen Zusammenhänge der russlandmennonitischen Migration und Integration nach und innerhalb von Paraguay werden vor allem in der Literatur von Peter P. Klassen sehr anschaulich geschildert.
In der Nähe von Filadelfia befindet sich das Freizeitlager Flor del Chaco, das aufgrund einer Initiative Anfang der 1970er Jahre entstand.

## Die Dörfer der Kolonie Fernheim
Die Dörfer Fernheims wurden von Personen unterschiedlicher Herkunft gegründet und werden vielfach eher mit ihrer Nummer als ihrem Namen bezeichnet. Einige Gründer kamen aus Russland, andere aus Polen; andere Dörfer wurden von Einwanderern aus Harbin gegründet und wieder andere von Einwanderern gegründet, die schon in Fernheim angesiedelt waren.
Bis heute hat Fernheim 25 Dörfer, von denen aber folgende bereits aufgelöst wurden:
Wiesenfeld (Nr. 4), Auhagen (Nr. 9), Rosenfeld (Nr. 12), Hiebertsheim (Nr. 13) und Grünfeld (Nr. 19)
Diese Dörfer wurden alle bereits durch andere Dörfer ersetzt.
Die folgende Tabelle zeigt die heutigen Dörfer mit Nummer und Gründungsjahr:
| Nummer | Name         | Gründungsjahr |
| ------ | ------------ | ------------- |
| 1      | Lichtfelde   | 1930          |
| 2      | Kleefeld     | 1930          |
| 3      | Gnadenheim   | 1930          |
| 4      | Ribera       | 1985          |
| 5      | Friedensfeld |               |
| 6      | Friedensruh  | 1930          |
| 7      | Schönwiese   | 1930          |
| 8      | Schönbrunn   | 1930          |
| 9      | Tres Palmas  | 1996          |
| 10     | Rosenort     | 1930          |
| 11     | Waldesruh    | 1930          |
| 12     | Landskrone   | 1944          |
| 13     | Blumental    | 1948          |
| 14     | Blumenort    | 1932          |
| 15     | Orloff       | 1932          |
| 16     | Karlsruhe    | 1932          |
| 17     | Schönau      | 1932          |
| 18     | Wüstenfelde  | 1934          |
| 19     | Boqueron     | 1938          |
| 20     | Hohenau      | 1946          |
| 21     | Valencia     | 1960          |
| 22     | Neuwiese     | 1961          |
| 23     | Molino       | 1963          |
| 24     | Corrales     | 1979          |
| 25     | 15 de Agosto | 1999          |